# Richard Brandt (Heimatkundler)

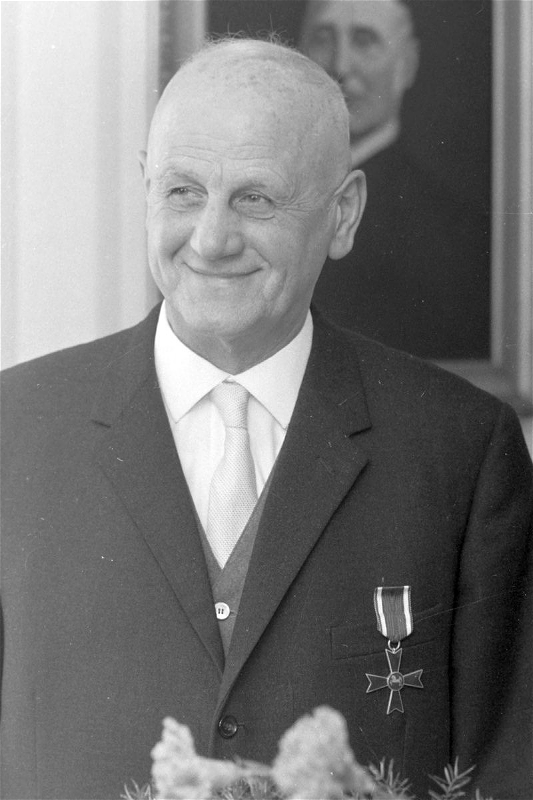
„Richard Brandt nach der Verleihung des Niedersächsischen Verdienstkreuz am Bande an ihn“;
Foto: Jochen Mellin, ohne Ort, ohne Datum; Bildarchiv der Region Hannover

Richard Brandt (geboren am 22. Mai 1899 in Münster; gestorben am 16. Januar 1982) war ein deutscher Lehrer, Kommunalpolitiker, Autor und Heimatkundler. Brandt ist Stifter und Namensgeber des Richard-Brandt-Heimatmuseums in Bissendorf in der Region Hannover.

## Leben
Der 1899 geborene Richard Brandt nahm am Ersten Weltkrieg teil und beendete anschließend seine Lehrerausbildung in Verden an der Aller. Seine erste Anstellung als Lehrer nahm er im Hannoverschen Wendland auf, wo er seine spätere Ehefrau Frida kennenlernte. 1934 wurde er nach Bennemühlen versetzt, unterrichtete anschließend an einer Schule im nahegelegenen Hellendorf und ab 1953 für mehrere Jahrzehnte bis zu seinem 70. Lebensjahr in Wennebostel.
In der Zeit des Nationalsozialismus schrieb Brandt ab 1934 in verschiedenen Zeitungen „über aktuelle Ereignisse aus der Wedemark, […] Burgwedel und Burgdorf“, wobei zahlreiche Artikel des ab 1938 auch über Bücher als Heimatschriftsteller wirkenden Autors im Burgdorfer Kreisblatt erschienen, später auch im Wedemark Echo.

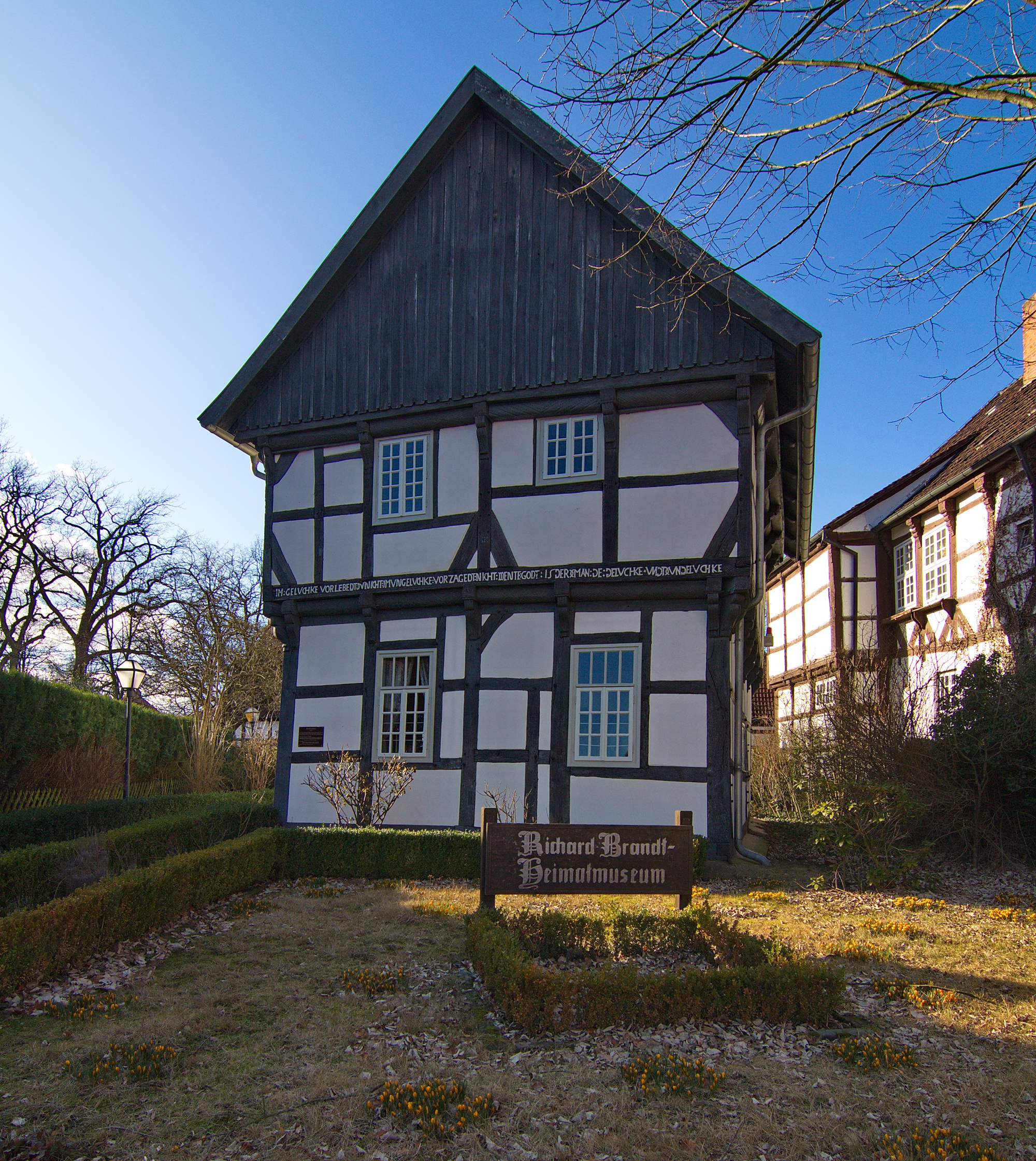
Das Richard-Brandt-Heimatmuseum im ehemaligen Kavaliershaus von Bissendorf

Neben seiner Tätigkeit als Schullehrer beschäftigte sich Brandt mehr als vier Jahrzehnte planmäßig mit der Erforschung seiner Heimat, die er zu Fuß oder mit dem Fahrrad erwanderte, während er „weite Landstriche“ mit dem Auto erkundete. Im Ergebnis verfasste er zahlreiche heimatkundliche Schriften über Niedersachsen, insbesondere den Kreis Burgdorf, die Wedemark und den Großraum Hannover. Neben seiner beruflichen Tätigkeit trug er ab 1953 in Niedersachsen „Stück für Stück“ eine Sammlung für die sogenannte “Heimatstube Wedemark” zusammen. Für „sein liebstes Kind“, das Kavaliershaus in Bissendorf, ordnete und katalogisierte er die Objekte und bereitete sie auf, um 1963 das von ihm gegründete Bissendorfer Heimatmuseum zu eröffnen, dessen Objekte er im selben Jahr der Gemeinde Wedemark als Schenkung übereignete. Das Museum, das er zeitweilig auch leitete, trägt ihm zu Ehren seit 1980 den Namen Richard-Brandt-Heimatmuseum.
Noch während seiner Tätigkeit als Lehrer wählten die Wennebosteler Brandt 1966 in den Rat der damals noch selbständigen Gemeinde Wennebostel. Von 1968 bis 1974 vertrat er die Wedemärker im letzten Kreistag des Kreises Burgdorf.

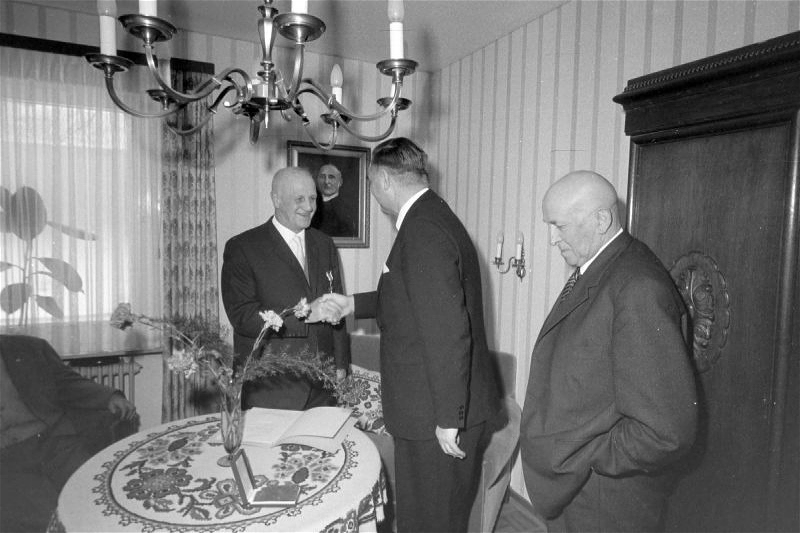
Richard Brandt (links) bedankt sich für die Verleihung eines seiner beiden Niedersächsischen Verdienstorden;
Foto: Jochen Mellin, ohne Ort, ohne Datum; Bildarchiv der Region Hannover

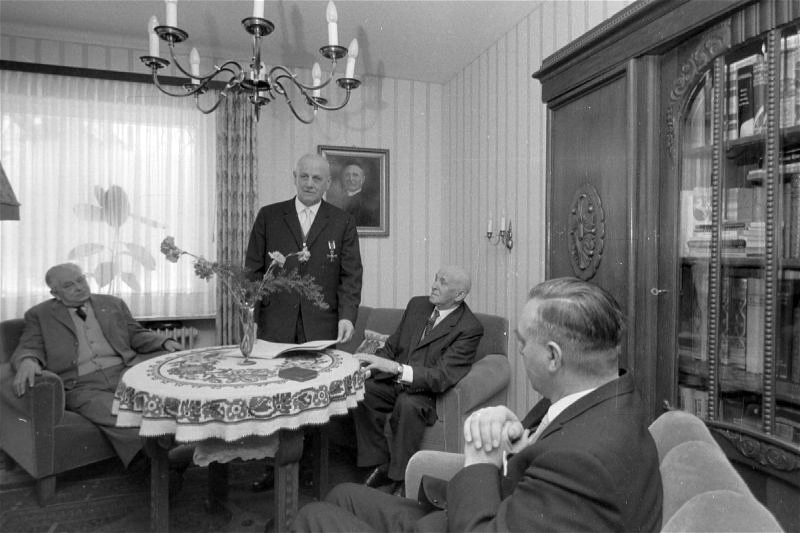
Rede Brandts (stehend) anlässlich einer der beiden Ordensverleihungen

Für seine Engagements wurde Brandt mit der Verleihung des Niedersächsischen Verdienstordens am Bande sowie dem Niedersächsischen Verdienstorden 1. Klasse geehrt. Zudem wurde er zum Ehrenbürger Bissendorfs ernannt; eine Auszeichnung, die die spätere, größere Gemeinde Wedemark übernahm.

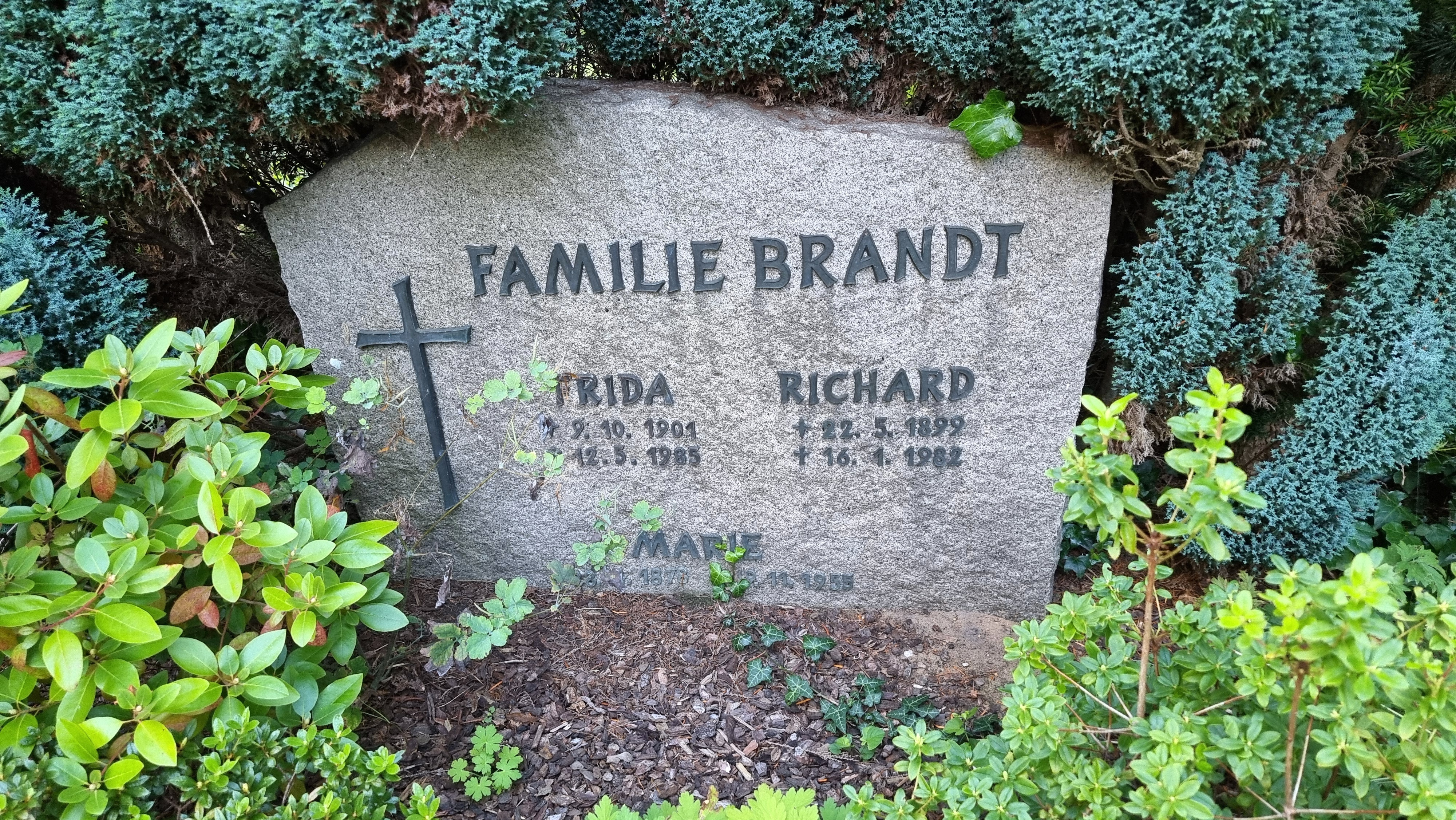
Familiengrab Marie, Frida und Richard Brandt auf dem Friedhof Bissendorf

Richard Brandt starb in seinem 83. Lebensjahr und konnte den Druck seines letzten Werkes, eines Bildbandes über die Wedemark, nicht mehr erleben. Er wurde unmittelbar neben der Friedhofskapelle in Bissendorf beigesetzt.
Zahlreiche Anekdoten über Brandt als Lehrer und Schriftsteller erschienen unter anderem in den Bissendorfer Hof- und Familiengeschichten.

## Schriften (Auswahl)
- Im Schatten der Residenz, Hannover: Sponholtz 1917
  - Neuauflage mit dem Untertitel Heimatkundliche Darstellungen aus der Umgebung von Hannover, Hannover: Sponholtz 1947
- Zwischen Leine und Aller. Ein Heimat- und Wanderbuch, Hildesheim: Lax 1938
- Niedersachsen. Bild einer Landschaft. Eine kleine Heimatkunde für Schule und Haus, Bad Pyrmont: Gersbach
  - Heft 1: Allgemeines, die Landeshauptstadt Hannover, Herrenhausen, zwischen Deister und Leine, das Steinhuder Meer, zwischen Leine und Aller, 1949
  - Heft 2: Die Lüneburger Heide, das hannoversche Wendland, zwischen Harz und Heide, 1949
  - Heft 3: Der Harz, das Untereichsfeld, 1950
  - Heft 4: Im Tal der oberen Leine, im Tal der mittleren Leine und Innerste, das Weserbergland, 1950
  - Heft 5a: Das Osnabrücker Bergland, zwischen Weser und Hunte (Diepholz - Hoya - Nienburg), 1951
  - Heft 5b: Zwischen Niederelbe und Niederweser, das Land Bremen, 1951
- Geschichten rund ums Schulhaus. Der Bund meines Friedens soll nicht hinfallen. Eine Erzählung, 1950
- Neue Stoffe im Naturlehreunterricht. Mit vielen Handzeichnungen und Skizzen (Pädagogische Handbücher, Band 5), Ahlen: 1950
- Die schöne Wedemark, 1959
  - 2., erweiterte Auflage 1968
  - stark ergänzte Auflage unter dem Titel  Die Gemeinde Wedemark, das Tor zur Südheide. Heimatliche Skizzen unter Beifügung einer Karte, mit einer von Werner Kaemmling gestalteten Umschlagseite, Wedemark-Wennebostel: R. Brandt, 1980, Herausgeber: Gemeinde Wedemark
  - 2. überarbeitete Ausgabe, 1985
  - 3. Auflage, 1993
- Der Landkreis Burgdorf im Wandel der Zeiten. Heimatkundliche Skizzen, Hannover: Druckhaus Benatzky 1971
- Der Großraum Hannover. Zwischen Steinhuder Meer, Fuhse, Deister und Aller. Heimatkundliche Skizzen, Hannover: Druckhaus Benatzky, 1975
  - 2., erweiterte Auflage 1976
  - 3., erweiterte Auflage, 1980